# Meg Donnelly

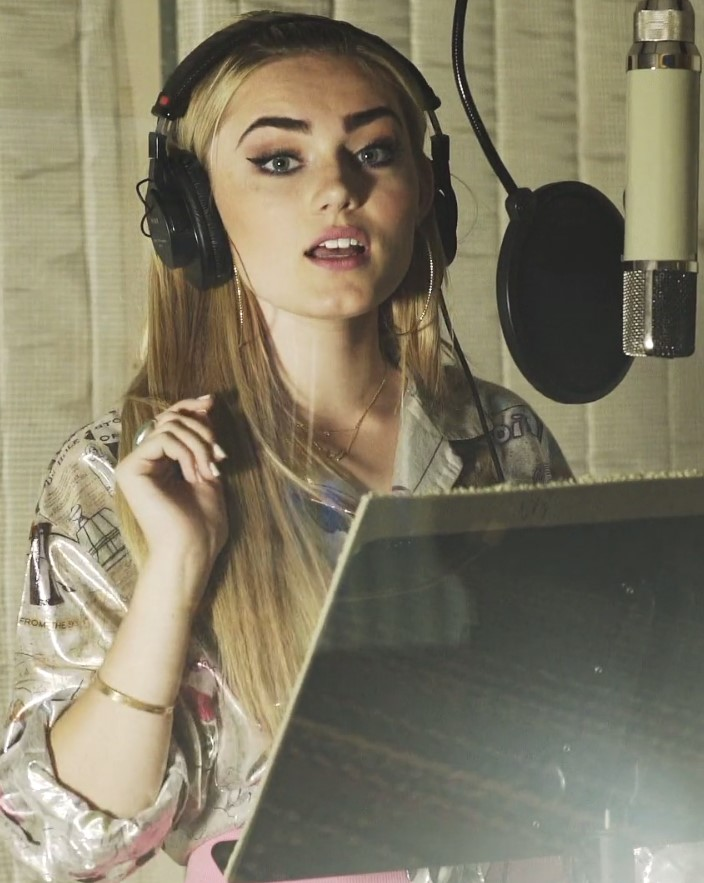
Meg Donnelly (2018)

Meg Elizabeth Donnelly (* 25. Juli 2000 in New York City) ist eine US-amerikanische Schauspielerin, Synchronsprecherin und Sängerin.

## Leben
Donnelly wurde als Einzelkind in New York City geboren, wuchs allerdings in Peapack-Gladstone in New Jersey auf. Ab 2005 nahm sie Unterricht in Schauspiel, Gesang und Tanz an der Annie’s Playhouse School of Performing Arts.
Erste Bekanntheit erlangte sie durch die Fernsehserie Team Toon, in der sie zwischen 2013 und 2015 in insgesamt 26 Episoden mitspielte. Von 2016 bis 2021 verkörperte sie die Rolle der Taylor Otto in insgesamt 102 Episoden der Fernsehserie American Housewife. In den Musical-Fernsehfilmen Zombies – Das Musical (2018), Zombies 2 – Das Musical (2020) und Zombies 3 – Das Musical (2022) war sie in der Rolle der Addison Wells zu sehen.
2022 erhielt sie für das Lied Flesh & Bone eine Goldene Schallplatte; 2023 für Bamm eine Goldene und für Someday eine Platin-Schallplatte in den USA.
Am 7. Mai 2025 erreichte Donnelly als Coral im Finale der 13. Staffel der US-amerikanischen Version von The Masked Singer den dritten Platz.

## Filmografie (Auswahl)

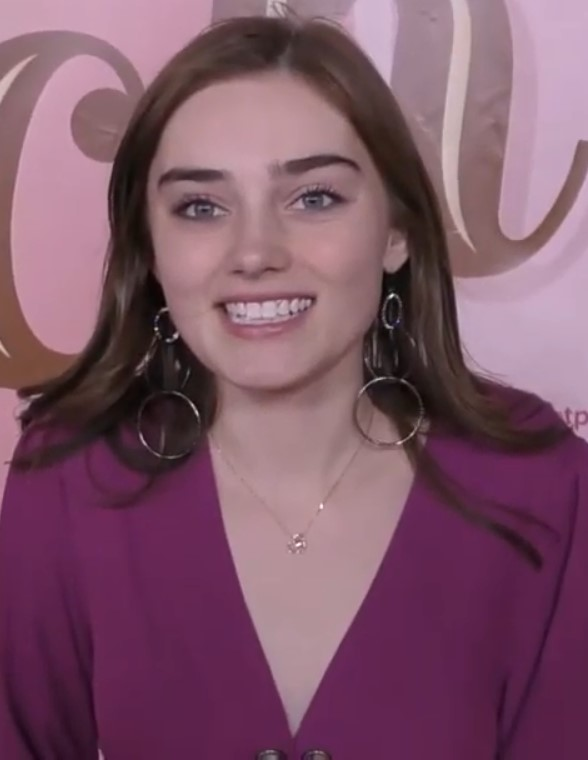
Meg Donnelly (2016)

### Schauspiel
- 2013: Celebrity Ghost Stories (Fernsehserie, Episode 4x25)
- 2013: The Sound of Music Live!
- 2013–2015: Team Toon (Fernsehserie, 26 Episoden)
- 2015: Future Shock (Fernsehserie, Pilotfolge)
- 2015–2016: Primetime: What Would You Do? (Fernsehserie, 3 Episoden)
- 2016–2021: American Housewife (Fernsehserie, 102 Episoden)
- 2017: The Broken Ones
- 2018: Zombies – Das Musical (Zombies, Fernsehfilm)
- 2020: Zombies 2 – Das Musical (Zombies 2, Fernsehfilm)
- 2020: Zombies 2: Wolf Tales (Fernsehserie)
- 2020: Disney Channel Stars: Put the Happy in the Holidays
- 2021: Camp Kikiwaka (Bunk’d, Fernsehserie, Episode 5x21)
- 2022: High School Musical: Das Musical: Die Serie (High School Musical: The Musical: The Series, Fernsehserie, 5 Episoden)
- 2022: Zombies 3 – Das Musical (Zombies 3, Fernsehfilm)
- 2022–2023: The Winchesters (Fernsehserie, 13 Episoden)
- 2025: Zombies 4: Dawn of the Vampires (Fernsehfilm)

### Synchronisationen
- 2020: Spider-Man (Zeichentrickserie, Episode 3x06)
- 2020: Zombies: Addison’s Moonstone Mystery (Zeichentrickserie, 8 Episoden)
- 2021: Zombies: Addison’s Monster Mystery (Zeichentrickserie, 6 Episoden)
- 2021: Pandemica (Zeichentrickserie, 7 Episoden)
- 2023: Zombies: The Re-Animated Series Shorts (Zeichentrickserie, 7 Episoden)
- 2023: Legion der Superhelden (Legion of Super-Heroes, Stimme von Supergirl)
- 2024: Justice League: Crisis on Infinite Earths – Part One (Stimme von Supergirl)
- 2024: Justice League: Crisis on Infinite Earths – Part Two (Stimme von Supergirl)
- 2024: Justice League: Crisis on Infinite Earths – Part Three (Stimme von Supergirl)
- 2024: Zombies: The Re-Animated Series Shorts (Zeichentrickserie, 11 Episoden)